# ناوکی نارو
ناوکی نارو (انگلیسی: Naoki Naruo؛ زادهٔ ۵ اکتبر ۱۹۷۴) بازیکن فوتبال اهل ژاپن است.
از باشگاه‌هایی که در آن بازی کرده‌است می‌توان به باشگاه فوتبال سانفریس هیروشیما، باشگاه فوتبال جوبیلو ایواتا، باشگاه فوتبال ساگان توسو، و باشگاه فوتبال آلبیرکس نیگاتا اشاره کرد.